# Mulsanne

Mulsanne este o comună în departamentul Sarthe, Franța. În 2009 avea o populație de 4,431 de locuitori.